# Euseius chikmagalurensis
Euseius chikmagalurensis är en spindeldjursart som först beskrevs av Gupta 1986.  Euseius chikmagalurensis ingår i släktet Euseius och familjen Phytoseiidae. Inga underarter finns listade i Catalogue of Life.